# Sekule
Sekule és un poble i municipi d'Eslovàquia que es troba a la regió de Trnava, a l'oest del país. El 2023 tenia 1.732 habitants.

## Història
La primera menció escrita de la vila es remunta al 1402.

## Demografia
| Godina             | 1994 | 2004   | 2014   | 2024   |
| ------------------ | ---- | ------ | ------ | ------ |
| Nombre de persones | 1578 | 1633   | 1738   | 1724   |
| Diferència         |      | +3,48% | +6,42% | −0,80% |

| Godina             | 2023 | 2024   |
| ------------------ | ---- | ------ |
| Nombre de persones | 1732 | 1724   |
| Diferència         |      | −0,46% |